# Diepoldsau
Diepoldsau es una comuna suiza del cantón de San Galo, ubicada en el distrito de Rheintal. Limita al norte con las comunas de Balgach, Widnau y Lustenau (AT-8), al este con Hohenems (AT-8), al sur con Altach (AT-8), y al oeste con Oberriet.

## Ubicación
El río Rin se divide en la frontera entre Suiza y Austria, por unos tres kilómetros, en dos brazos (el oriental se conoce como Alter Rhein, "Rin Antiguo"). La isla que así se forma, cuyo anchura máxima no llega a un kilómetro y medio, es suiza y allí se encuentra Diepoldsau, que se enorgullece de ser la única del país "envuelta por el Rin".

## Orígenes e historia
La existencia de Diepoldsau está documentada desde el siglo IX.  En el año 893 se la menciona como Thiotpoldesouua y tenía 673 habitantes.
Diepoldsau se incorporó en 1486 a la Abadía de San Galo, fundada por el monje irlandés Gallus (551-646), que tuvo un papel destacado en la cristianización de la zona.  En 1795 compró por 1.200 gulden su separación de ella. Cuando Napoleón ocupó el país en 1798, secularizó los monasterios;  y en 1803 San Galo fue incorporada a Suiza como un nuevo cantón, y Diepoldsau formó parte de él.
Las catástrofes naturales eran frecuentes en Diepoldsau. En 1848 una enfermedad de las patatas destruyó casi totalmente las cosechas en la región.  En 1861, una epidemia cobró las vidas de 35 niños. En 1868 la ciudad fue devastada por un incendio que destruyó 144 casas además de la Municipalidad, causando también la muerte de "una mujer, tres niños y 22 animales". El mismo año, y nuevamente en 1872, se produjeron graves inundaciones. En 1888, la rotura de un dique provocó otra inundación que inutilizó todas las siembras, y lo mismo se repitió el año siguiente dando lugar ese invierno a una terrible hambruna.  En 1891, un grupo de familias que a causa del hambre habían emigrado a Estados Unidos poco antes, dirigidas por un pastor protestante, regresaron "decepcionadas y enfermas". Una epidemia de sarampión provocó más de 30 muertes en el invierno de 1905. Las obras que regularizaron los cauces del río se iniciaron solamente hacia 1910.
En 1938, cuando la Alemania nazi anexó Austria, Diepoldsau fue escenario de un hecho singular. El Gobierno suizo prohibió el ingreso de refugiados de Austria, y en especial de judíos. El jefe de la policía cantonal de San Galo, capitán Paul Grüninger, desobedeció las órdenes y acogió a muchos cientos de refugiados austríacos, a los que instaló en un campamento en Diepoldsau.

## La emigración del siglo XIX
Como en casi toda Europa, la mayor facilidad de los transportes y el atractivo de los lugares de destino provocaron en el siglo XIX una gran emigración.  La población de Diepoldsau, de 2.586 habitantes en 1850, se redujo a 2.119 en 1900.
La presencia de la frontera mantuvo el contrabando como principal actividad.  El desarrollo económico y la recuperación demográfica solo se afianzaron después de 1960.

## Población y situación económica actuales
La población actual de Diepoldsau es mayoritariamente católica y comprende a 1.168 extranjeros, principalmente austríacos y alemanes. Más de la mitad de los habitantes es mayor de 40 años.
La relativa prosperidad actual de la comuna se apoya en una actividad muy diversificada, con industrias y servicios modernos que fueron desarrollándose en el último medio siglo junto con la explotación agrícola.
Los impuestos recaudados por habitante son superiores al promedio del país, aproximadamente en un 10 %.